# 終電後、カプセルホテルで、上司に微熱伝わる夜。
『終電後、カプセルホテルで、上司に微熱伝わる夜。』（しゅうでんごカプセルホテルでじょうしにびねつつたわるよる）は、Megによる漫画作品。2017年4月20日から2022年11月15日までComicFesta他にて電子コミックとして連載された。

## あらすじ
飲み会で終電を逃した相澤みのりは、ひょんな事から、犬猿の仲である上司の羽田野秋彦と一緒にカプセルホテルに泊まることになる。この事がきっかけで、みのりは羽田野の事が気になり出す。

## 登場人物
声は通常版 / 完全版の声優。
羽田野秋彦（はだの あきひこ）
声 - 八代拓 / あさぎ夕
みのりの上司。仕事には厳しいが、部下の働きは正当に評価している。
相澤みのり（あいざわ みのり）
声 - 五十嵐裕美 / 桜乃ひよ
本作の主人公。新人デザイナー。意見をはっきりと言う性格から、羽田野と対立しがち。
菅原慧（すがわら けい）
声 - 廣瀬大介 / 夜乃かずお
新人モデル。人見知りな性格だが、みのりに対しては徐々に心を開いていく。

## 書誌情報
- Meg『終電後、カプセルホテルで、上司に微熱伝わる夜。』彗星社〈Clair TL Comics〉、全7巻
  1. 2018年3月18日発売[3]、ISBN 978-4-434-24288-5
  2. 2018年11月18日発売[4]、ISBN 978-4-434-25180-1
  3. 2019年7月18日発売[5]、ISBN 978-4-434-26040-7
  4. 2020年9月18日発売[6]、ISBN 978-4-434-27814-3
  5. 2021年9月18日発売[7]、ISBN 978-4-434-29057-2
  6. 2022年6月18日発売[8]、ISBN 978-4-434-30138-4
  7. 2023年4月18日発売[9]、ISBN 978-4-434-31544-2

## テレビアニメ
2018年10月から12月にかけてTOKYO MXほかにて5分枠のショートアニメとして放送された。通常版と年齢制限のある完全版が存在し、それぞれ声優と主題歌が異なる。完全版はアニメZone独占配信となる。
他の「ComicFestaアニメ」とは異なり、アニメーションは韓国のNAMU animationが実制作を担当。

### スタッフ
- 原作 - Meg
- 監督・総作画監督 - 荒木英樹
- 脚本 - 翌有蔵
- キャラクターデザイン - あおばみずき
- サブ衣装デザイン - 本間ユカ
- 色彩設計 - ほしのあみ
- 美術設計 - 佐久間登
- 美術監督 - 李書九
- 撮影監督 - 板倉あゆみ
- 編集 - 新海コウキ
- 音響監督 - えのもとたかひろ
- 音響制作 - スタジオマウス
- 動画・仕上げ - 暁
- 制作協力 - NAMU animation
- プロデューサー - 丸山徹、古囃子雅咲
- 制作プロデューサー - 黒川公子
- 製作 - 彗星社

### 主題歌
通常版「Sweet Jail」
作詞 - 君島零、遠藤和斗 / 作曲・編曲 - 遠藤和斗 / 歌 - EIGHT OF TRIANGLE
完全版「Bounce」
作詞・作曲・編曲 - DJ BooTA / 歌 - DJ BooTA feat. Oji Irie

### 各話リスト
| 話数   | サブタイトル                                   | 絵コンテ | 演出     | 作画監督    |
| ------ | ---------------------------------------------- | -------- | -------- | ----------- |
| 第1話  | カプセルホテルで、感じる、上司の体温。         | 凪早苗   | 布施康之 | Han Sunghui |
| 第2話  | 微熱、伝わる、試着室。                         | 凪早苗   | 布施康之 | Han Sunghui |
| 第3話  | 濡れた肌、温め合う、後部座席。                 | 凪早苗   | 布施康之 | Han Sunghui |
| 第4話  | 湯船の中、密着して、火照る体。                 | 凪早苗   | 布施康之 | Han Sunghui |
| 第5話  | 残業中、デスクの下で、秘密のキス。             | 宇渡谷練 | 布施康之 | Han Sunghui |
| 第6話  | 発熱、染み込む、素肌の看病。                   | 宇渡谷練 | 布施康之 | Han Sunghui |
| 第7話  | 作業台の上、弾み、はだける浴衣。               | 中田裕児 | 布施康之 | Han Sunghui |
| 第8話  | 勤務時間、吐息こぼれる、給湯室。               | 中田裕児 | 布施康之 | Han Sunghui |
| 第9話  | 路地裏、おしおきに、秘めたジェラシー。         | 凪早苗   | 布施康之 | Han Sunghui |
| 第10話 | 汗だくで、真夏の熱情、溶け合うオフィス。       | 凪早苗   | 布施康之 | Han Sunghui |
| 第11話 | 本番直前、舞台裏で、秘密のご褒美。             | 凪早苗   | 布施康之 | Han Sunghui |
| 第12話 | 終電後、カプセルホテルで、上司に熱愛伝わる夜。 | 凪早苗   | 布施康之 | Han Sunghui |

### 放送局
| 放送期間                 | 放送時間                     | 放送局   | 対象地域 | 備考 |
| ------------------------ | ---------------------------- | -------- | -------- | ---- |
| 2018年10月8日 - 12月24日 | 月曜 1:00 - 1:05（日曜深夜） | TOKYO MX | 東京都   |      |

インターネットではテレビ放送に先駆けて、月曜0時に『ComicFesta』サイト内アニメZoneより、年齢制限のある完全版も含めて配信される。

### Webラジオ
2018年10月12日から12月28日にかけてWebラジオ『ComicFesta Radio 終電後、カプセルホテルで、菅原慧の微熱伝わる夜。』が音泉にて第2・第4金曜に配信された。パーソナリティは廣瀬大介（菅原慧 役）。
| TOKYO MX 月曜 1:00 - 1:05（日曜深夜） 枠      | TOKYO MX 月曜 1:00 - 1:05（日曜深夜） 枠       | TOKYO MX 月曜 1:00 - 1:05（日曜深夜） 枠 |
| 前番組                                        | 番組名                                         | 次番組                                   |
| --------------------------------------------- | ---------------------------------------------- | ---------------------------------------- |
| じょしおちっ!〜2階から女の子が…降ってきた!?〜 | 終電後、カプセルホテルで、上司に微熱伝わる夜。 | パパだって、したい                       |